# La la larks
La la larks est un groupe musical japonais fondé en 2012 par Yumi Uchimura, à la suite de son départ de School Food Punishment.

## Membres
- Yumi Uchimura (chant)
- Clavier : Ryo Eguchi
- Guitare : Ritsuo Mitsui
- Guitare Basse : Keisuke Kubota
- Batterie : Turkey (Takayuki Hosokawa)

## Discographie
- Ego-izm (single de fin de M3 - sono kuroki hagane)
- Haleluya (single de fin de Kuusen Madoushi Kouhosei no Kyoukan/Sky wizards academy)